# Incidente de Thornton
El Incidente de Thornton, también conocido como la Escaramuza de Thornton, fue un enfrentamiento ocurrido entre militares de los Estados Unidos y México. Este incidente sirvió como una de las principales justificaciones del presidente estadounidense James K. Polk para declarar la guerra contra México en 1846, iniciándose así la Intervención estadounidense en México. 

## Antecedentes
En 1836, Texas logró su independencia de México tras largos conflictos, desacuerdos y especialmente protestas de los habitantes estadounidenses instalados en este territorio. Años más tarde en 1845 ocurriría su anexión a los Estados Unidos y las tensiones entre los dos gobiernos aumentaban cada día más. 
La anexión de Texas a los Estados Unidos enfureció a México ya que el Tratado de Velasco que reconocería la Independencia texana, estipulaba permitir la separación pero no la unión a territorio norteamericano y fue un artículo claramente violado. Texas por su parte también recibió con  inconformidad el Tratado que establecía su frontera fijada en el Nueces hecho que los habitantes texanos se negaron a aceptar ya que deseaban y reconocían de forma falsa e insistente su frontera hasta el río Bravo lo cual para ellos llegó a ser favorablemente respaldado por Estados Unidos con su inclusión al territorio. En marzo de 1846 los Rangers de Texas ocupaban Laredo. 
Tropas estadounidenses fueron enviadas a "proteger" Texas. El 12 de abril el general Pedro Ampudia envía a Zachary Taylor una nota perentoria.
He aquí la parte final del texto:

«Le solicito de la manera más amplia y en el termino perentorio de 24 horas, que desintegre su campamento y regrese a la orilla este del río nueces mientras que nuestros gobiernos regulan la cuestión inconclusa en relación a Texas. Si usted insiste en permanecer en el territorio propiedad del departamento de Tamaulipas, de esto resultará que las armas y sólo las armas resolverán esta situación. Si ese fuese el caso le aseguro que aceptaríamos la guerra que tan injustamente ha sido provocada por ustedes»

Ampudia no cumplió su amenaza debido a que ningún oficial decidió hacerle caso, ya que solo iniciarían las hostilidades si el presidente lo ordenaba. Ampudia es sustituido por el general Mariano Arista debido a su belicosidad. 
Aunque formalmente Estados Unidos no había declarado la guerra, sus fuerzas navales ya bloqueaban la desembocadura del río Nueces y Bravo. El presidente James K. Polk que deseaba obsesivamente los estados de la Alta California y Nuevo México para territorio estadounidense e intentó pacíficamente y sin éxito comprárselos a México, solo necesitaba cualquier pretexto para justificar la guerra. 
Finalmente el 23 de abril, viendo que la anexión de Texas era no solo un hecho consumado, sino que Estados Unidos también estaba ocupando ilegalmente territorio de Tamaulipas el presidente Paredes manda al ejército a desalojarlos. 

«Yo anuncio solemnemente que no declaro la guerra contra el gobierno de los Estados Unidos porque corresponde al congreso augusto de la nación, y no al poder ejecutivo, decidir definitivamente cuál reparación debe ser la exacta para estas injurias. Pero la defensa del territorio mexicano que ha sido invadido por las tropas de Estados Unidos es una necesidad urgente y mi responsabilidad, ante la nación, sería inmensa si yo no ordenara la repulsa de fuerzas que están actuando como enemigas y así lo he ordenado. A partir de esta fecha comienza la guerra defensiva y cada punto de nuestro territorio que haya sido invadido o atacado será defendido por la fuerza».

Lockhart Rives. "The United States and Mexico" (1914)

Aunque el congreso mexicano no declaró la guerra, las tropas mexicanas empezaron a cruzar el río Bravo. México estaba en su derecho de movilizar soldados a cualquier parte de su territorio, en este caso el estado de Tamaulipas entre los ríos Nueces y Bravo (territorio texano según Estados Unidos).
Texas por otra parte, era considerada una provincia rebelde y la venta o cesión de territorio no estaba a discusión; una de las causas del golpe de estado contra el presidente José Joaquín de Herrera fue su postura pacifista y negociadora, un hecho que fue percibido como debilidad y traición ya que corrían rumores de que pensaba aceptar la anexión de Texas a Estados Unidos.

## El incidente Thornton
Parece que el capitán Seth Thornton, comandante del grupo de 70 dragones, con el asesoramiento de un guía local, investigó una hacienda abandonada, descubrió un pequeño cuerpo de infantería de mexicanos en la cima de una loma. De inmediato cargó sobre ellos; "pero el cuerpo principal de unos 2000 soldados mexicanos bajo el mando del coronel Anastasio Torrejón estaban al otro lado de la colina, y por lo tanto no se veían, los asaltantes fueron capturados después de una batalla que duro poco. Una nota, publicada en el Philadelphia Inquirer, decía sobre este hecho, "16 estadounidenses, entre ellos el capitán Seth Thornton murieron y un número desconocido de mexicanos murieron; 49 estadounidenses fueron hechos prisioneros y detenidos en Matamoros, Tamaulipas.

## Se declara la guerra
El general Taylor, anuncia al Consejo de Ministros la consecución del resultado largamente deseado. "Las hostilidades ahora puede considerarse como iniciadas." El presidente James K. Polk anunció ante el Congreso y el mundo: 
"México ha cruzado la frontera de los Estados Unidos, ha invadido nuestro territorio y derramado sangre americana sobre el suelo americano". 
Estados Unidos declaró la guerra a México el día 13 de mayo de 1846, México declaró la guerra el 7 de julio.